# Národní park Sila
Národní park Sila (italsky Parco nazionale della Sila) je jeden z italských národních parků. Leží na jihu Itálie, v Kalábrii, v provinciích Catanzaro, Cosenza a Crotone. Park se nachází v oblasti náhorní plošiny Sila, především v části Sila Grande (nejvyšší vrchol Botte Donato, 1 928 m) a Sila Piccola (nejvyšší vrchol Monte Gariglione, 1 794 m). V parku se nachází několik jezer (např. Lago Arvo, Lago Ampollino, Lago Votturino), řeky (Crati, Neto), a také několik obcí, které jsou považovány za součást národního kulturního dědictví. Park má rozlohu 737 km² a byl založen v roce 2002.